# Forêt nationale de Pacotuba
 (avril 2020).
La forêt nationale de Pacotuba (portugais : Floresta Nacional de Pacotuba) est une forêt nationale brésilienne. Elle se situe dans la région Sud-Est, dans l'État du Espírito Santo.
Le parc couvre une superficie de 450,59 hectares.
Il s'étend sur le territoire de la municipalité de Cachoeiro de Itapemirim.